# Jurij Burłakow
Jurij Iljicz Burłakow (ros. Юрий Ильич Бурлаков, ur. 31 stycznia 1960 w Chabarowsku) – rosyjski biegacz narciarski reprezentujący Związek Radziecki, dwukrotny medalista mistrzostw świata.

## Kariera
Jego olimpijskim debiutem były igrzyska w Sarajewie w 1984 r. W swoim jedynym starcie na tych igrzyskach, w biegu na 30 km techniką dowolną zajął 11. miejsce. Cztery lata później, podczas igrzysk olimpijskich w Calgary na tym samym dystansie zajął 12. miejsce. Ponadto w biegu na 50 km techniką dowolną zajął 26. miejsce.
W 1982 roku wystartował na mistrzostwach świata w Oslo. Osiągnął tam największy sukces w swojej karierze wspólnie z Władimirem Nikitinem, Aleksandrem Batiukiem i Aleksandrem Zawiałowem zdobywając złoty medal w sztafecie 4x10 km. Ponadto w biegu na 50 km techniką klasyczną wywalczył srebrny medal, ulegając jedynie Thomasowi Wassbergowi ze Szwecji. Na tych samych mistrzostwach zajął także czwarte miejsce w biegu na 15 km techniką dowolną, przegrywając walkę o brązowy medal z Harrim Kirvesniemim z Finlandii. Trzy lata później, na mistrzostwach świata w Seefeld zajął szóste miejsce w sztafecie oraz 12. miejsce na dystansie 50 km stylem klasycznym. Wziął także udział w mistrzostwach w Oberstdorfie zajmując 10. miejsce w biegu na 15 km stylem klasycznym. Na kolejnych mistrzostwach już nie startował.
Najlepsze wyniki w Pucharze Świata uzyskał w sezonie 1982/1983, kiedy to zajął 7. miejsce w klasyfikacji generalnej. Czterokrotnie stawał na podium zawodów PŚ, przy czym ani razu nie wygrał. W 1997 roku zakończył karierę.

## Osiągnięcia

### Igrzyska olimpijskie
| Miejsce | Dzień     | Rok  | Miejscowość | Konkurencja             | Czas biegu | Strata  | Zwycięzca           |
| ------- | --------- | ---- | ----------- | ----------------------- | ---------- | ------- | ------------------- |
| 11.     | 10 lutego | 1984 | Sarajewo    | 30 km stylem dowolnym   | 1:28:56,3  | +3:23,3 | Nikołaj Zimiatow    |
| 12.     | 15 lutego | 1988 | Calgary     | 30 km stylem klasycznym | 1:24:26,3  | +3:36,1 | Aleksiej Prokurorow |
| 26.     | 27 lutego | 1988 | Calgary     | 50 km stylem klasycznym | 2:04:30,9  | +7:31,3 | Gunde Svan          |

### Mistrzostwa świata
| Miejsce | Dzień       | Rok  | Miejscowość | Konkurencja             | Czas biegu | Strata  | Zwycięzca         |
| ------- | ----------- | ---- | ----------- | ----------------------- | ---------- | ------- | ----------------- |
| 7.      | 20 lutego   | 1982 | Oslo        | 30 km stylem dowolnym   | 1:21:52,3  | +1:20,7 | Thomas Eriksson   |
| 4.      | 23 lutego   | 1982 | Oslo        | 15 km stylem dowolnym   | 38:52,5    | +21,9   | Oddvar Brå        |
| 1.      | 25 lutego   | 1982 | Oslo        | Sztafeta 4 × 10 km      | 1:56:27,6  | -       | Ex aequo Norwegia |
| 2.      | 27 lutego   | 1982 | Oslo        | 50 km stylem klasycznym | 2:32:00,9  | +33,4   | Thomas Wassberg   |
| 6.      | 24 stycznia | 1985 | Seefeld     | Sztafeta 4 × 10 km      | 1:52:21,0  | +2:08,7 | Norwegia          |
| 12.     | 27 stycznia | 1985 | Seefeld     | 50 km stylem klasycznym | 2:10:49,9  | ?       | Gunde Svan        |
| 10.     | 15 lutego   | 1987 | Oberstdorf  | 15 km stylem klasycznym | 43:01,8    | +52,4   | Marco Albarello   |

### Puchar Świata

#### Miejsca w klasyfikacji generalnej
- sezon 1981/1982: 10.
- sezon 1982/1983: 7.
- sezon 1983/1984: 14.
- sezon 1984/1985: 36.
- sezon 1985/1986: 18.
- sezon 1986/1987: 40.
- sezon 1987/1988: 43.
- sezon 1988/1989: 57.

#### Miejsca na podium
| Nr | Dzień      | Rok  | Miejscowość | Konkurencja             | Czas biegu  | Pozycja | Strata  | Zwycięzca               |
| -- | ---------- | ---- | ----------- | ----------------------- | ----------- | ------- | ------- | ----------------------- |
| 1. | 27 lutego  | 1982 | Oslo        | 50 km stylem klasycznym | 2:32:00.9 h | 2       | +33.4 s | Thomas Wassberg         |
| 2. | 18 grudnia | 1982 | Davos       | 15 km stylem klasycznym | ?           | 3       | ?       | Pål Gunnar Mikkelsplass |
| 3. | 20 lutego  | 1983 | Kawgołowo   | 50 km stylem klasycznym | ?           | 3       | ?       | Jan Lindvall            |
| 4. | 23 lutego  | 1986 | Kawgołowo   | 15 km stylem klasycznym | ?           | 3       | ?       | Władimir Smirnow        |